# Orléans Loiret Basket
El Orléans Loiret Basket es un equipo de baloncesto francés con sede en la ciudad de Orleans, que compite en la Pro B, el segundo nivel del baloncesto francés. El 45 de su nombre hace referencia al número de departamento de Loiret, sede del equipo. Desde 2023, disputa sus partidos en el CO’met Arena, con capacidad para 10.134 espectadores.

## Historia
El club nace en 1993, fruto de la unión de equipos de tres poblaciones, Orléans, Fleury-les-Aubrais y Saint-Jean-de-Braye. Comienza su andadura en la N3, la quinta división del baloncesto francés, ascendiendo dos categorías en tan solo 3 años. en 2003 alcanzan la Pro B, la segunda división, y en 2006 logran su primer gran éxito a nivel nacional, ascendiendo a la Pro A y siendo finalista de la Copa de Francia, perdiendo ante el JDA Dijon. En 2009 consiguen su primer subcampeonato francés, tras acabar en la segunda posición de la liga regular, pierden en la final del campeonato ante el ASVEL Villeurbanne.

## Temporada a temporada
| Temporada | Nivel | Liga  | Pos. | Copa de Francia  | Competiciones europeas | Competiciones europeas |
| --------- | ----- | ----- | ---- | ---------------- | ---------------------- | ---------------------- |
| 2009–10   | 1     | Pro A | 6º   | Campeón          | 1 Euroleague           | RS                     |
| 2010–11   | 1     | Pro A | 11º  | Octavos de final | 3 EuroChallenge        | RS                     |
| 2011–12   | 1     | Pro A | 3º   | Octavos de final |                        |                        |
| 2012–13   | 1     | Pro A | 10º  | Octavos de final | 2 Eurocup              | RS                     |
| 2013–14   | 1     | Pro A | 9º   | Ronda de 32      |                        |                        |
| 2014–15   | 1     | Pro A | 16º  | Ronda de 32      |                        |                        |
| 2015–16   | 1     | Pro A | 11º  | Cuartos de final |                        |                        |
| 2016–17   | 1     | Pro A | 17º  | Ronda de 32      |                        |                        |
| 2017-18   | 2     | Pro B | 6º   | Cuartos de final |                        |                        |
| 2018-19   | 2     | Pro B | 2º   | Ronda de 64      |                        |                        |
| 2019–20*  | 1     | Pro A | 13º  | Ronda de 32      |                        |                        |
| 2020–21   | 1     | Pro A | 8º   | Semifinales      |                        |                        |
| 2021–22   | 1     | Pro A | 17º  | Octavos de final |                        |                        |
| 2022–23   | 2     | Pro B | 7º   | Ronda de 64      |                        |                        |

*La temporada fue cancelada debido a la pandemia del coronavirus.

## Palmarés
- Campeón de la Copa de baloncesto de Francia 1: 2010.
- Campeón de la Pro B 1: 2006
- Subcampeón de la LNB 1: 2009
- Subcampeón de la Copa de baloncesto de Francia 1: 2006
- Subcampeón de la Semaine des As 2 : 2009, 2010
- Campeón de la NM2 1: 1999
- Campeón de la NM3 2: 1982, 1993